# 산티 조반니 에 파올로 성당 (베네치아)

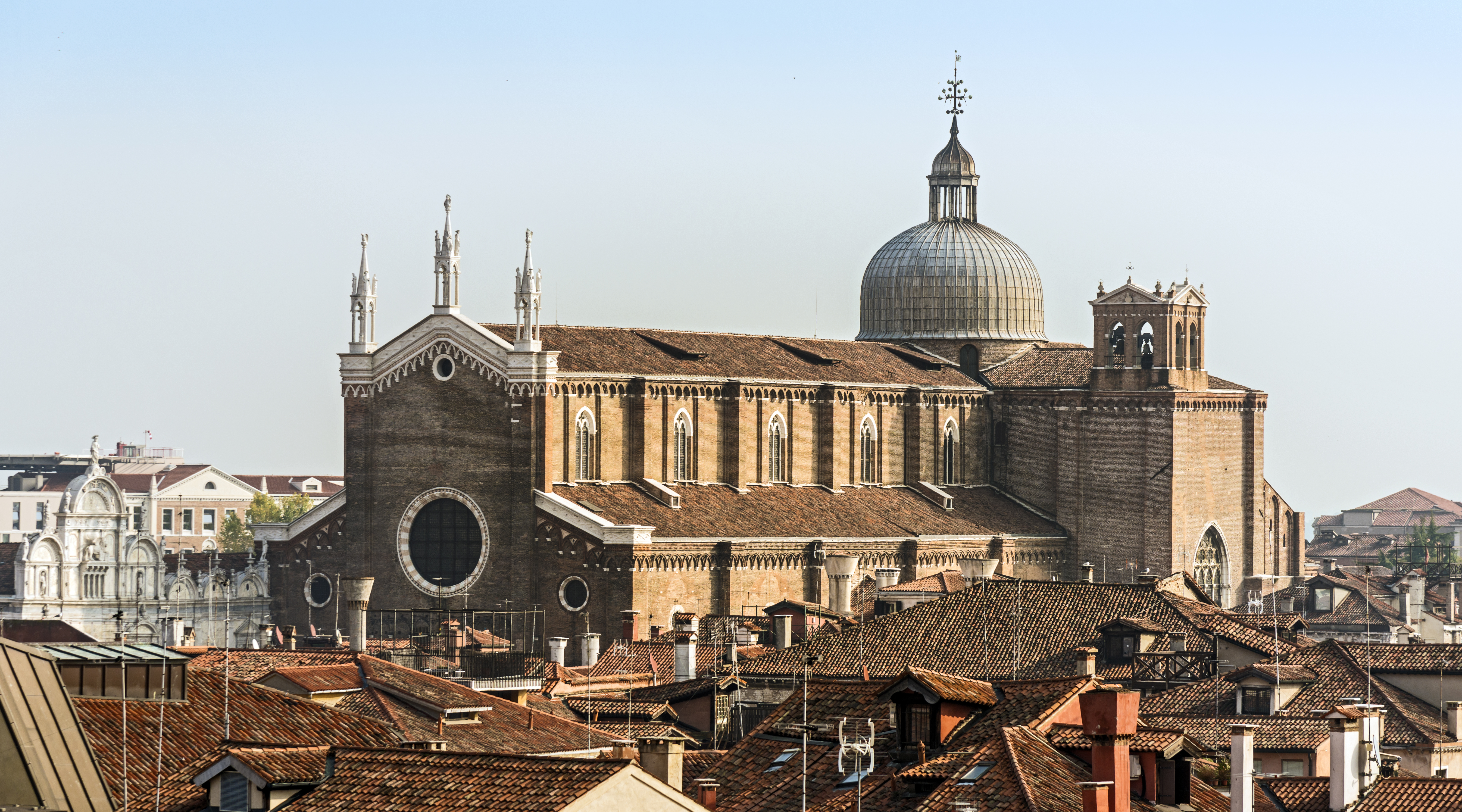
산티 조반니 에 파올로 성당

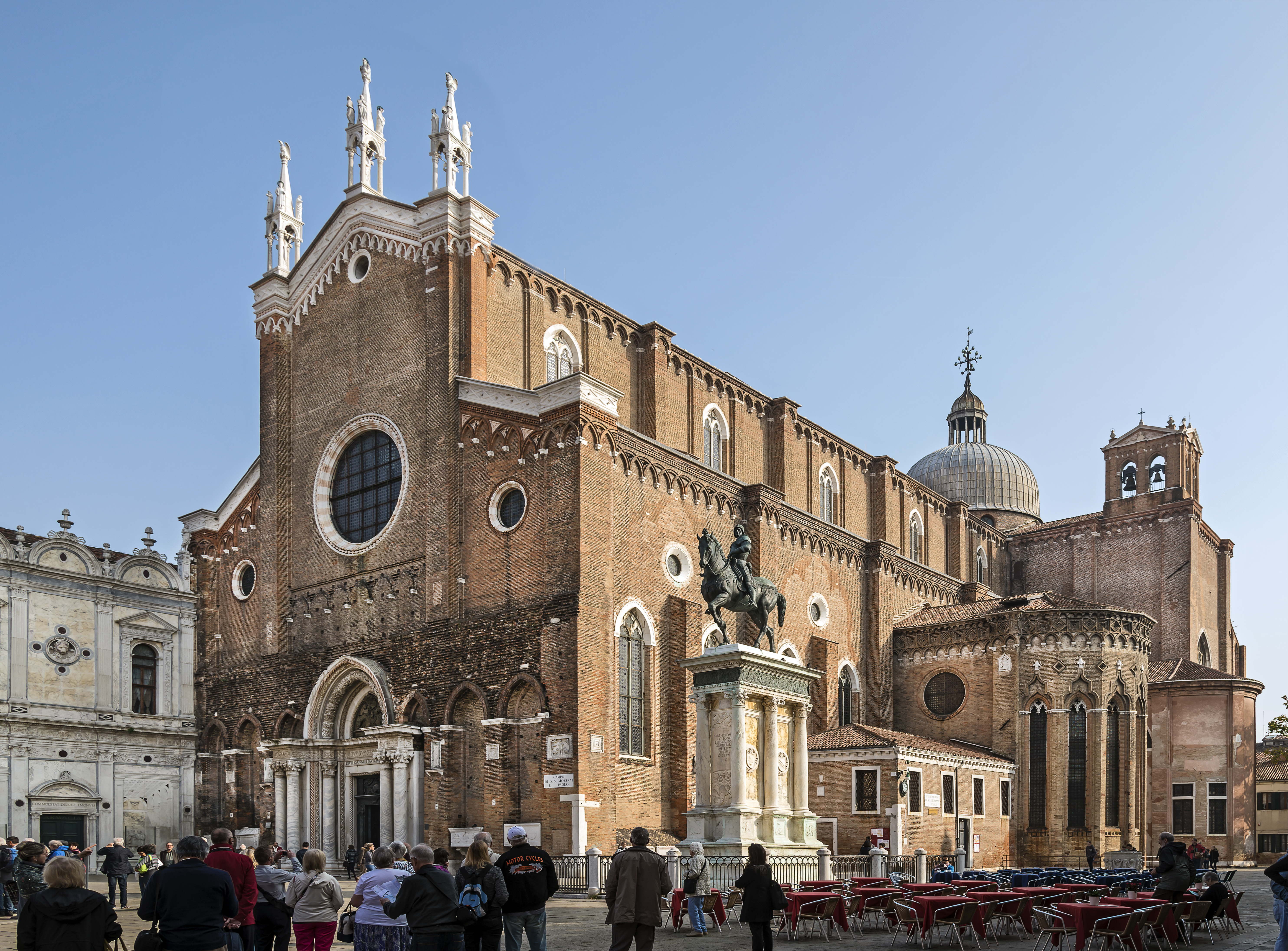
산티 조반니 에 파올로 성당

산티 조반니 에 파올로 성당(이탈리아어: Basilica dei Santi Giovanni e Paolo)은 이탈리아 베네치아 카스텔로 지역에 있는 성당이다. 베네치아 공화국 역대 도제의 장례 등을 치렀으며, 25명의 도제가 성당에 매장되어 있다.

## 같이 보기
- 베네치아 공화국의 도제 목록